# 잔상
잔상(영어: afterimage)은  외부 자극이 사라진 뒤에도 감각 경험이 지속되어 나타나는 현상(영어: image)을 말한다. 촛불을 한참 바라본 뒤에 눈을 감아도 그 촛불의 상이 나타나는 현상 등이다.

## 보색잔상
보색잔상(영어: Complementary color afterimage)은 어떤 빛깔을 보다가 다른 곳이나 흰 종이로 눈을 돌리게 될 때, 그 보색(영어: Complementary color)이 나타나는 현상이 그 예이다.

## 잔상효과
시각잔상효과는 움직이는 영상을 보았을 때 관객의 눈에는 영상이 실제로 머문 시간보다 오랫동안 머물고 있어 움직이는 환각을 유발하도록 하는 현상이다. 한편 이는 정지된 그림의 색깔 등을 보았을 때 보색 잔상이 일어나는 현상이나 유사한 착시 현상과도 관련있다.

## 같이 보기
- 영-헬름홀츠 색각설
- 색채항등성